# Ehrennadel für besondere Leistungen im Jagdwesen der NVA

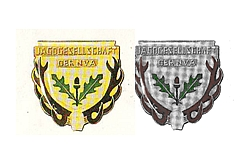
Links die Ehrennadel für besondere Leistungen im Jagdwesen der NVA, rechts das Abzeichen für die Mitglieder der Jagdgesellschaft der NVA

Die Ehrennadel für besondere Leistungen im Jagdwesen der NVA war in der Deutschen Demokratischen Republik (DDR) eine im Fachbereich des Ministeriums für Nationale Verteidigung verliehene nichtstaatliche Auszeichnung, welche am 24. März 1977 vom Stellvertreter des Ministers und Chefs der Rückwärtigen Dienste mit Anordnungsnummer 7/77 eingeführt wurde.

## Verleihungsbedingungen
Die Ehrennadel konnte an alle Mitglieder der Jagdgesellschaft der NVA verliehen werden, die durch ihre Arbeit bzw. Tätigkeit bedeutend zur Entwicklung des Jagdwesens beigetragen haben, ferner auch für hervorragende Ergebnisse auf jagdwirtschaftlichem Gebiet sowie für Verdienste bei der Zucht von Jagdhunden, als Falkner oder Frettierer erworben hatten.

## Aussehen und Trageweise
Die Ehrennadel ist schildförmig, 20 mm hoch und breit und besteht aus Buntmetall. Sie zeigt in ihrem unteren spitz zulaufenden Teil ein dunkelbraunes Rothirschgeweih auf goldfarbenem Grund. Die Mitte der Nadel zeigt zwei steil gekreuzte grüne Eichenlaubzweige, in deren Mitte eine schwarze Eichel senkrecht nach oben zeigt. Darüber befindet sich die zweizeilige Aufschrift: JAGDGESELLSCHAFT / DER NVA. Anschließend wurde die gesamte Vorderseite der Nadel mit Polyesterharz überzogen. Die Rückseite zeigt eine waagerecht verlötete Nadel mit Gegenhaken. Die Ehrennadel durfte nicht zur Uniform der NVA getragen werden, allerdings zu jeder anderen Anzugsart.